# Fargo Trucks
Pour les articles homonymes, voir Fargo.
Fargo Trucks était un constructeur de camions américain dont la production a débuté en 1913 et s'est arrêtée en 1922.

## Histoire
La société Fargo Motor Car Company a été créée à Chicago en 1913. La société est rachetée en 1922 par Dodge qui poursuit la fabrication des camions Fargo mais les commercialise sous sa propre marque. 
Le 6 juin 1925, un nouveau constructeur voit le jour aux États-Unis, Chrysler. En 1928, Chrysler crée les marques Plymouth pour commercialiser ses modèles d'entrée de gamme et DeSoto pour le milieu de gamme et rachète le 31 juillet 1928  la société Dodge Brothers détentrice de la marque Dodge. La direction de Chrysler ressuscite alors la marque Fargo pour commercialiser les camions Dodge sur certains marchés à l'exportation.
La marque Fargo sera notamment très présente au Canada où de nombreux modèles y seront produits et commercialisés comme en Australie, Inde et Turquie. Par contre, la marque sera totalement abandonnée sur le marché US dès 1930.
La marque Fargo a disparu des calandres des camions Chrysler en fin d'année 1972.